# Battistero di Santo Stefano alle Fonti
Il battistero di Santo Stefano alle Fonti è stato un battistero della città di Milano. Era il più antico edificio cristiano della città lombarda. La sua costruzione iniziò nel 313 in epoca romana tardoimperiale, nell'anno dell'editto di Milano, che concesse a tutti i cittadini, quindi anche ai cristiani, la libertà di onorare le proprie divinità.
Nel battistero di Santo Stefano alle Fonti fu battezzato, nel 374, sant'Ambrogio. Il battistero di Santo Stefano alle Fonti si trovava in corrispondenza della sacrestia settentrionale del moderno Duomo di Milano, per la cui costruzione venne demolito - in concomitanza con la parte orientale della vicina Santa Maria Maggiore - nel 1386.

## Storia

L'antica Milano romana (Mediolanum) sovrapposta alla Milano moderna. Il rettangolo più chiaro al centro, leggermente sulla destra, rappresenta la moderna piazza del Duomo, mentre il moderno Castello Sforzesco si trova in alto a sinistra, appena fuori dal tracciato delle mura romane di Milano. Al centro, indicato in rosso salmone, il foro romano di Milano, mentre in verde il quartiere del palazzo imperiale romano di Milano

La sua costruzione, che iniziò nel 313 e che fu precedente a quella della vicina basilica vetus (poi ridenominata cattedrale di Santa Maria Maggiore), fu effettuata durante il periodo in cui la città romana di Mediolanum (la moderna Milano) era capitale dell'Impero romano d'Occidente (ruolo che ricoprì dal 286 al 402), rendendo il battistero di Santo Stefano alle Fonti il più antico edificio religioso cristiano della città lombarda.

Il complesso episcopale di Milano sovrapposto alla moderna piazza del Duomo. Il complesso episcopale, che fu demolito per poter permettere la costruzione del Duomo di Milano, era costituito dalla basilica di Santa Tecla (nomi originari paleocristiani basilica maior o basilica nova), il battistero di San Giovanni alle Fonti, la cattedrale di Santa Maria Maggiore (nomi originari paleocristiani basilica vetus o basilica minor) e il battistero di Santo Stefano alle Fonti

Il battistero di Santo Stefano alle Fonti fu innalzato nell'anno dell'editto di Milano, che concesse a tutti i cittadini, quindi anche ai cristiani, la libertà di onorare le proprie divinità, in epoca romana tardoimperiale.
Il battistero di Santo Stefano alle Fonti, insieme alle vicine basilica vetus, basilica maior (poi ridenominata basilica di Santa Tecla) e battistero di San Giovanni alle Fonti formava il "complesso episcopale". La presenza di due basiliche molto ravvicinate era infatti comune nel Nord Italia durante l'età costantiniana e si poteva trovare, in particolare, in città sedi vescovili. Nel battistero di Santo Stefano alle Fonti fu battezzato, nel 374, sant'Ambrogio.
Il battistero di Santo Stefano alle Fonti era situato in corrispondenza della sacrestia settentrionale del moderno Duomo di Milano e venne demolito, insieme alla parte orientale della basilica vetus, nel 1386, per poter permettere proprio la costruzione del moderno Duomo di Milano e più nello specifico la sua sacrestia.

## L'edificio

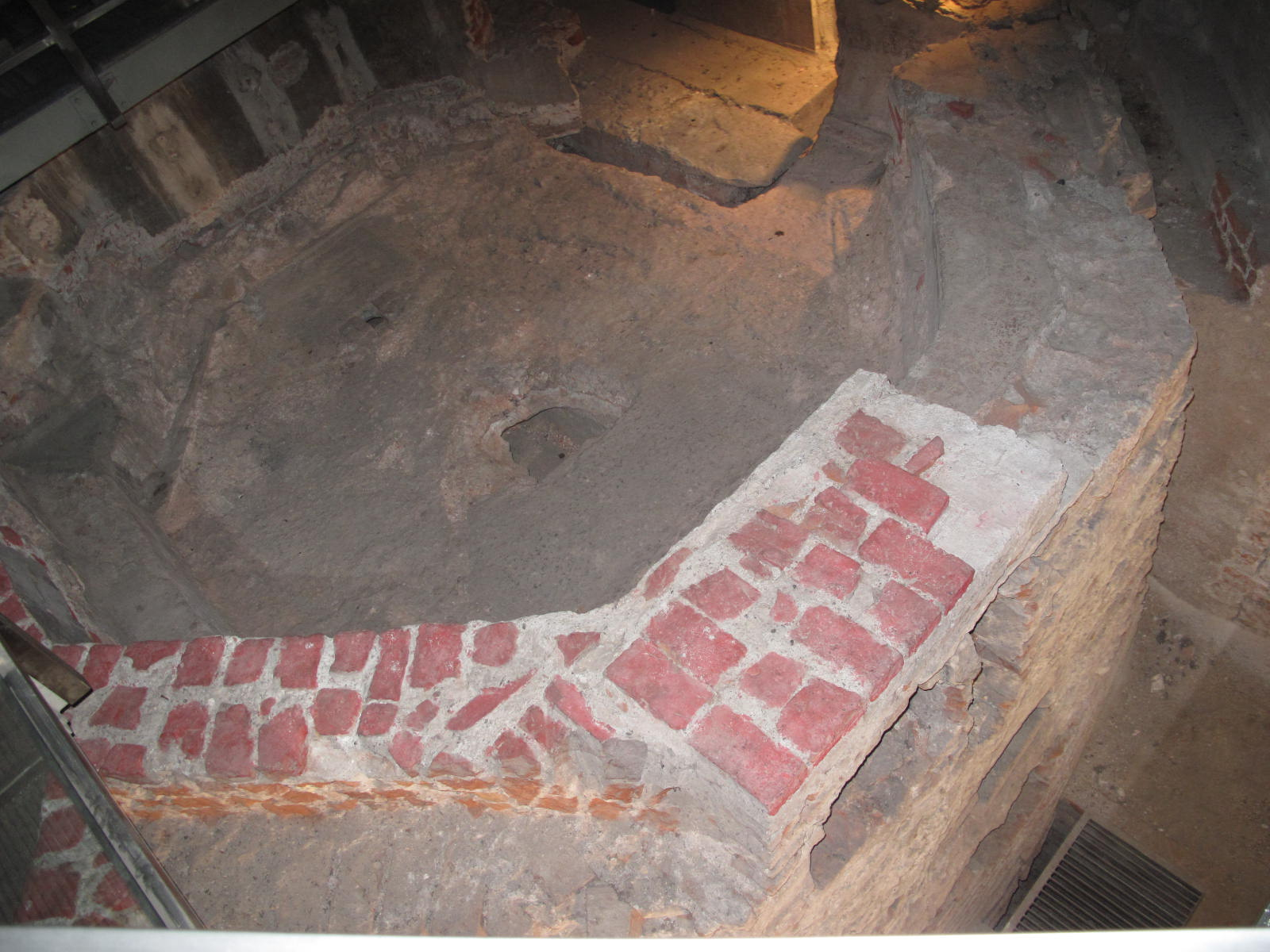
Resti del battistero di Santo Stefano alle Fonti, che si trovano sotto il lato settentrionale del moderno Duomo di Milano

Il battistero di Santo Stefano alle Fonti era affiancato da un altro battistero, il più grande e importante battistero di San Giovanni alle Fonti, con quest'ultimo che si trovava tra la basilica vetus e la basilica maior in corrispondenza della moderna entrata al Duomo di Milano.
Il battistero di Santo Stefano alle Fonti, che era più piccolo, era invece situato in corrispondenza della sacrestia settentrionale del moderno Duomo.
In origine il battistero di San Giovanni alle Fonti era utilizzato per battezzare gli uomini, mentre il battistero di Santo Stefano alle Fonti era usato per battezzare le donne, fermo restando che con il passare dei decenni la distinzione si stemperò, visto che divenne comune il battesimo durante l'infanzia.

## Resti
I resti del battistero di Santo Stefano alle Fonti sono stati scoperti nel 1899 e sono visitabili dal pubblico, con l'ingresso al sito archeologico che si trova in corso Vittorio Emanuele II in corrispondenza dell'ascensore settentrionale del Duomo di Milano.
Il battistero di Santo Stefano alle Fonti aveva una vasca ottagonale all'interno della quale venivano effettuati i battesimi, vasca di cui sono stati trovati resti archeologici. Il significato simbolico del numero otto dei lati della vasca è legato alla teologia cristiana, che vuole il mondo creato in sette giorni, mentre l'ottavo avvenne la risurrezione di Gesù.
Il percorso del battezzando era orientato verso nord. Richiamando il significato simbolico del numero otto dei lati della vasca, il battesimo faceva morire l'uomo precedente per poi farlo risorgere a nuova vita. La vasca era rivestita di lastre di marmo ed era dotata di una fistula acquaria che portava l'acqua per il battesimo facendola sgorgare da colonne dotate di fori. All'epoca il battesimo si officiava agli adulti e durante il giorno di Pasqua. La vasca è l'unico resto giunto sino a noi del battistero di Santo Stefano alle Fonti.

## Mappa della Milano paleocristiana

Mappa dell'antica Milano romana (Mediolanum) (secoli III-V) con indicate le mura e le porte romane di Milano, il foro romano di Milano, il teatro romano di Milano, l'anfiteatro romano di Milano, il circo romano di Milano, l'area del palazzo imperiale romano di Milano (in rosa più tenue), la zecca romana di Milano, le terme Erculee, il mausoleo imperiale di Milano, la via Porticata con l'arco trionfale, i magazzini annonari romani di Milano (lat. horrea), il porto fluviale romano di Milano, i castelli romani di Milano e le basiliche paleocristiane di Milano